# Crenidomimas
Crenidomimas är ett släkte av fjärilar. Crenidomimas ingår i familjen praktfjärilar.
Kladogram enligt Catalogue of Life:
| Crenidomimas | \| \| Crenidomimas concordia \| \| \| \| \| \| Crenidomimas crawshayi \| \| \| \| |
|              | \| \| Crenidomimas concordia \| \| \| \| \| \| Crenidomimas crawshayi \| \| \| \| |
|              | Crenidomimas concordia                                                            |
|              |                                                                                   |
|              | Crenidomimas crawshayi                                                            |
|              |                                                                                   |